# رجینالد رودریگز
رجینالد رودریگز (انگلیسی: Reginald Rodrigues; ۲۹ مهٔ ۱۹۲۲ – ۱۵ اوت ۱۹۹۵) بازیکن هاکی روی چمن اهل هند بود.
وی به‌همراه تیم ملی هاکی روی چمن مردان هند به قهرمانی بازی‌های المپیک تابستانی ۱۹۴۸ دست پیدا کرده‌است.